# Cynoglossus monopus
Cynoglossus monopus és un peix teleosti de la família dels cinoglòssids i de l'ordre dels pleuronectiformes que es troba a les costes de l'Índia, Sri Lanka, Tailàndia, Indonèsia i Filipines.